# Josef Krejčí (kněz)
Josef Krejčí (3. března 1927 Praha – 13. ledna 2014 Trento) byl český římskokatolický kněz, biblista a pedagog.

## Život
Narodil se v rodině politika Jana Jiřího Krejčího. Maturoval v roce 1946 na reálném gymnáziu v Praze. Poté odešel studovat teologii na Lateránskou papežskou univerzitu do Říma, kde v letech 1946–1950 získal základní vzdělání v oboru teologie. Ve studiích však pokračoval a v roce 1952 získal licenciát teologie a v roce 1956 i doktorát teologie po předložení disertační práce s názvem: „Kázání v provensálských klášterech v 6. století“.
Z důvodu politického převratu v Československu v roce 1948 se nemohl vrátit do vlasti, rozhodl se tedy zůstat v emigraci a stal se exulantem. Na kněze byl vysvěcen 22. prosince 1951 a od roku 1952 až do své smrti působil v pastoraci tridentské arcidiecéze.
Svá další studia na Papežském biblickém ústavu v Římě, v letech 1958–1960, zakončil specializovaným licenciátem Písma svatého. Studijní pobyt na École biblique et archéologique française v Jeruzalémě absolvoval v letech 1960–1961 jako Élève titulaire. Jeho závěrečná práce nesla název: „Pozemkový majetek ve starém Izraeli“.
V letech 1962–1963 pracoval v Centru pro automatizaci literární analýzy v Gallarate v Itálii na zpracování kumránských textů. V letech 1966–2003 vyučoval úvod do Písma svatého a starozákonní biblistiku na diecézním Teologickém učilišti v Tridentu v Itálii. Zároveň celá devadesátá léta 20. století působil souběžně na Katolické teologické fakultě UK v Praze.
V češtině i západních jazycích publikoval odborné i popularizující články a recenze na biblická, většinou starozákonní témata. V Čechách je jeho nejznámější prací česká exilová monografie podrobně komentující konstituci Dei Verbum.
Redigoval upravené římské vydání Nového zákona Ondřeje M. Petrů, v němž se zejména podílel na revizi výkladových částí.
Většinu života bydlel v městě Mezzocorona (u Tridentu) a zde je také pochován.